# 蔡国伟 (1968年)
蔡国伟（1968年8月—），男，汉族，吉林省吉林市人，中华人民共和国政治人物。现任东北电力大学校长，民进中央常委，民进吉林省委主委，吉林省政协副主席。